# Grand Prix Formule 1 van Nederland 1977

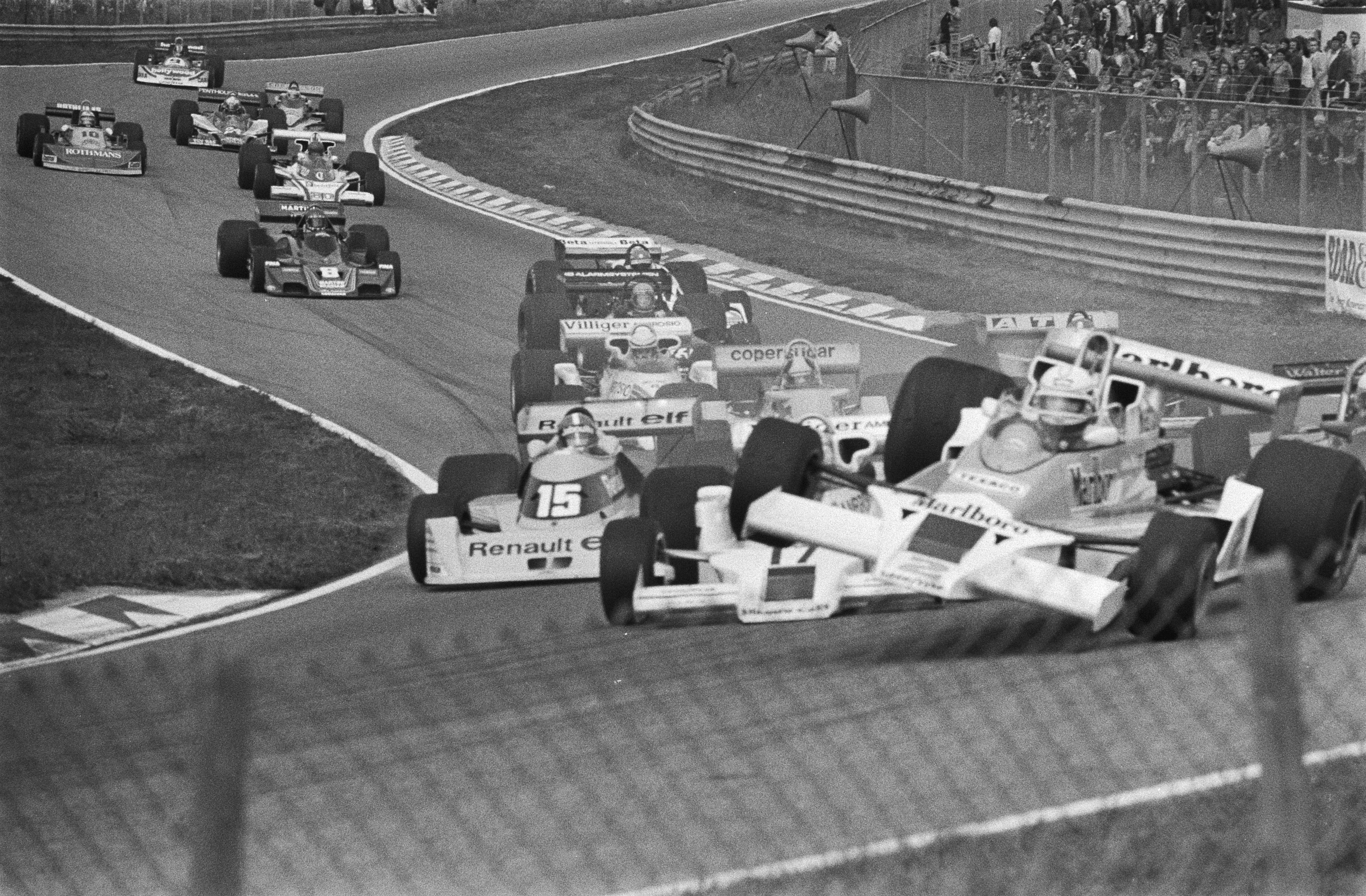
Na een zwieper van een tegenstander kiest de McLaren-Ford van Jochen Mass in de Gerlachbocht het luchtruim en moet de Duitser al in de eerste ronde de strijd staken.

De Grand Prix Formule 1 van Nederland 1977 werd verreden op 28 augustus op het circuit van Zandvoort. Het was de dertiende race van het seizoen.

## Uitslag
| Pos. | Nr. | Coureur               | Constructeur       | Rondes | Tijd / Oorzaak uitval | Grid | Punten |
| ---- | --- | --------------------- | ------------------ | ------ | --------------------- | ---- | ------ |
| 1    | 11  | Niki Lauda            | Ferrari            | 75     | 1:41:45.93            | 4    | 9      |
| 2    | 26  | Jacques Laffite       | Ligier-Matra       | 75     | 1.89                  | 2    | 6      |
| 3    | 20  | Jody Scheckter        | Wolf-Ford          | 74     | + 1 Ronde             | 15   | 4      |
| 4    | 28  | Emerson Fittipaldi    | Fittipaldi-Ford    | 74     | + 1 Ronde             | 17   | 3      |
| 5    | 23  | Patrick Tambay        | Ensign-Ford        | 73     | Geen benzine          | 12   | 2      |
| 6    | 12  | Carlos Reutemann      | Ferrari            | 73     | + 2 Ronden            | 6    | 1      |
| 7    | 8   | Hans Joachim Stuck    | Brabham-Alfa Romeo | 73     | + 2 Ronden            | 19   |        |
| 8    | 35  | Hans Binder           | Penske-Ford        | 73     | + 2 Ronden            | 18   |        |
| 9    | 30  | Brett Lunger          | McLaren-Ford       | 73     | + 2 Ronden            | 20   |        |
| 10   | 10  | Ian Scheckter         | March-Ford         | 73     | + 2 Ronden            | 25   |        |
| 11   | 9   | Alex Ribeiro          | March-Ford         | 72     | + 3 Ronden            | 24   |        |
| 12   | 19  | Vittorio Brambilla    | Surtees-Ford       | 67     | Ongeluk               | 22   |        |
| 13   | 16  | Riccardo Patrese      | Shadow-Ford        | 67     | Motor                 | 16   |        |
| DQ   | 38  | Brian Henton          | Boro-Ford          | 52     | Gediskwalificeerd     | 23   |        |
| NF   | 15  | Jean-Pierre Jabouille | Renault            | 39     | Ophanging             | 10   |        |
| NF   | 6   | Gunnar Nilsson        | Lotus-Ford         | 34     | Ongeluk               | 5    |        |
| NF   | 17  | Alan Jones            | Shadow-Ford        | 32     | Motor                 | 13   |        |
| NF   | 4   | Patrick Depailler     | Tyrrell-Ford       | 31     | Motor                 | 11   |        |
| NF   | 3   | Ronnie Peterson       | Tyrrell-Ford       | 18     | Ontsteking            | 7    |        |
| NF   | 22  | Clay Regazzoni        | Ensign-Ford        | 17     | Gaspedaal             | 9    |        |
| NF   | 5   | Mario Andretti        | Lotus-Ford         | 14     | Motor                 | 1    |        |
| NF   | 24  | Rupert Keegan         | Hesketh-Ford       | 8      | Ongeluk               | 26   |        |
| NF   | 1   | James Hunt            | McLaren-Ford       | 5      | Ongeluk               | 3    |        |
| NF   | 34  | Jean-Pierre Jarier    | Penske-Ford        | 4      | Ontsteking            | 21   |        |
| NF   | 7   | John Watson           | Brabham-Alfa Romeo | 2      | Olielek               | 8    |        |
| NF   | 2   | Jochen Mass           | McLaren-Ford       | 0      | Ongeluk               | 14   |        |
| NQ   | 27  | Patrick Neve          | March-Ford         |        |                       |      |        |
| NQ   | 37  | Arturo Merzario       | March-Ford         |        |                       |      |        |
| NQ   | 18  | Vern Schuppan         | Surtees-Ford       |        |                       |      |        |
| NQ   | 39  | Ian Ashley            | Hesketh-Ford       |        |                       |      |        |
| NQ   | 33  | Boy Hayje             | March-Ford         |        |                       |      |        |
| NQ   | 25  | Héctor Rebaque        | Hesketh-Ford       |        |                       |      |        |
| NQ   | 29  | Teddy Pilette         | BRM                |        |                       |      |        |
| NQ   | 32  | Michael Bleekemolen   | March-Ford         |        |                       |      |        |

## Statistieken
| Pole-position | Mario Andretti | Lotus-Ford | 1:18.65 |
| Snelste ronde | Niki Lauda     | Ferrari    | 1:19.99 |

## Noot
- Dit was het debuut van de Nederlandse coureur Michael Bleekemolen.

1948 · 1949 · 1950 · 1951 · 1952 · 1953 · 1955 · 1958 · 1959 · 1960 · 1961 · 1962 · 1963 · 1964 · 1965 · 1966 · 1967 · 1968 · 1969 · 1970 · 1971 · 1973 · 1974 · 1975 · 1976 · 1977 · 1978 · 1979 · 1980 · 1981 · 1982 · 1983 · 1984 · 1985 · 2020 · 2021 · 2022 · 2023 · 2024 · 2025  · 2026